# Gàl·lia Transpadana
La Gàl·lia Transpadana era una antiga regió d'Itàlia compresa dins de la divisió més general de Gàl·lia Cisalpina, on habitaven els ínsubres i els cenomans, situada al nord del riu Padus (Po). Tenia al sud la Gàl·lia Cispadana.